# Maria Giulia Ciucci
Maria Giulia Ciucci (Firenze, 29 ottobre 1988) è una doppiatrice italiana.

## Doppiatrice

### Cinema
- Anna Kendrick in The Voices
- Gaia Weiss in Hercules - La leggenda ha inizio
- Jane Anne Thomas in Ruby Sparks
- Maddie Hasson in Malignant
- Hermione Corfield in Star Wars - Gli ultimi Jedi
- Audrina Patridge in Bling Ring
- Victoria Staley in Prisoners
- Hadley Robinson in Sto pensando di finirla qui
- Maria Farrow in The Good Nurse
- Liane Balaban in Maniac (2012)
- Charlotte Gabris in Babysitting
- Eden Malyn in The Climb - La salita
- Ashley LaRae in Persecuted
- Tika Sumpter in Get on Up - La storia di James Brown
- Aeriél Miranda in Straight Outta Compton
- Ashliynn Ross in The Iceman
- Suki Waterhouse in The Divergent Series: Insurgent
- Zita Hanrot in L'anno che verrà
- Stéphane Caillard in A Gang Story
- Li Qian in Salvate il generale Yang
- Zhong Chuxi in The Knight of Shadows
- Nanami Sakuraba in ManHunt

### Televisione
- Tayler Buck in Superman & Lois[1]
- Hanako Greensmith in Chicago Fire (2ª voce)[2]
- Katy Grabstas in Reign[3]
- Shazi Raja in Salvation[4]
- Karla Crome in Under the Dome
- Chelsea Clark in Degrassi: Next Class
- Camille Collard in Jane the Virgin
- Michelle Ang in Rizzoli & Isles
- Caitlin Carver in The Fosters
- Ziah Colon in The Mentalist
- Cole Bernstein in Secrets and Lies
- April Billingsley in The Walking Dead
- Christina Brucato in Unforgettable
- Alex Rose Wiesel in Hart of Dixie
- Claire Bryétt Andrew in Teen Wolf
- Olesya Rulin in Underemployed - Generazione in saldo
- Eve Harlow in Star Trek: Discovery
- Dove Cameron in Austin & Ally
- Shalisha James-Davis in Crossfire - Bloccati nell'incubo
- Linda Chang in Hamburg Distretto 13
- Franziska Wulf in Guardia Costiera
- Claire Pérot in Sulle tracce del crimine
- Kalina Stoimenova in Lake Placid vs. Anaconda
- Won Ji-an in Squid Game

### Film d'animazione
- Reporter in Eco Planet - Un pianeta da salvare

### Serie animate
- Veruca Dumont in Kung Fu Panda: Il cavaliere dragone
- Alexia in Blood of Zeus
- Sara in Spike Team
- Liche in KamiKatsu
- Bindi in Curioso come George
- Pulce figlia in Loopdidoo (s.4)
- Sho Tachibana in Shin Getter Robot contro Neo Getter Robot (2^ ediz.)
- Alicia Edelcia in Uncle from Another World

### Videogiochi
- Atsuko in UFO Robot Goldrake: Il banchetto dei lupi[5]